# Kalimeris
Genre
Kalimeris est un genre de plantes à fleurs herbacées de la famille des Asteraceae, originaire d'Asie de l'Est.

## Description
Selon la diagnose originale de Cassini, ces plantes herbacées ont une calathide radiée, un disque multiflore, régulariflore, androgyniflore ; la couronne est unisériée, liguliflore, féminiflore. Le péricline est égal aux fleurs du disque, orbiculaire-turbiné, irrégulier, formé de squames à peu près égales, uni-bisériées, lâchement appliquées, oblongues, foliacées, uninervées. Le clinanthe est conoïdal, fovéolé. Les ovaires sont comprimés bilatéralement, obovales, hispides, munis d'une bordure cartilagineuse sur chacune des deux arêtes extérieure et intérieure. L'aigrette est très courte, composée de squamellules unisériées, inégales, épaisses, filiformes, barbellulées. Les corolles de la couronne ont la languette très-longue.
Kalimeris se distingue du genre Aster par la longueur des pappus.

## Répartition
Ce genre est originaire d'Asie de l'Est,,.

## Taxinomie
Le nom correct complet (avec auteur) de ce taxon est Kalimeris (Cass.) Cass.. Publié par le botaniste français Alexandre Henri Gabriel de Cassini, ce taxon a été initialement décrit au rang taxinomique du sous-genre, sous le basionyme Aster subg. Kalimeris, en 1922. Le même auteur l'a élevé au rang de genre en 1925.
Le genre Kalimeris a pu être divisé en trois sections.

### Synonymes
Kalimeris a pour synonymes :
- Aster sect. Asteromoea (Blume) Makino
- Aster sect. Kalimeris (Cass.) Nees ex O.Hoffm.
- Boltonia sect. Asteromoea (Blume) Benth.
- Aster subg. Kalimeris (Cass.) H.S.Pak
- Aster subg. Kalimeris Cass.

### Liste des espèces
Selon la Global Compositae Database (16 mars 2025) :
- Kalimeris altaica (Willd.) Nees ex Fisch.Mey. & Avé-Lall.
- Kalimeris associata (Kitag.) Kitag.
- Kalimeris ciliosa Turcz.
- Kalimeris coronata Sch.Bip.
- Kalimeris hispida (Thunb.) Nees
- Kalimeris incisa (Fisch.) DC.
- Kalimeris indica (L.) Sch.Bip.
- Kalimeris integrifolia Turcz. ex DC.
- Kalimeris lancifolia J.Q.Fu
- Kalimeris lautureana (Debeaux) Kitam.
- Kalimeris longipetiolata (C.C.Chang)
- Kalimeris mongolica (Franch.) Kitam.
- Kalimeris procera (Hemsl.) S.Y.Hu
- Kalimeris shimadai (Kitam.) Kitam.
- Kalimeris smithianus (Hand.-Mazz.) S.Y.Hu
- Kalimeris tatarica Lindl. ex DC.